# CARIFTA Games 1973
Die 2. CARIFTA Games fanden vom 4. bis zum 5. Mai 1973 in der Port of Spain, der Hauptstadt Trinidad und Tobagos statt. Teilnahmeberechtigt waren alle Staaten, die Teil der Caribbean Free Trade Association (CARIFTA) sind. Es wurden Wettbewerbe in der U20-Altersklasse ausgetragen sowie erstmals auch in der U17-Altersklasse.

## Männer U20

### 100 m
| Platz | Athlet        | Land | Zeit (s) |
| ----- | ------------- | ---- | -------- |
| 1     | Calvin Dill   | BER  | 10,5 CR  |
| 2     | W. Brown      | JAM  | 10,6     |
| 3     | Noel Lynch    | BAR  | 10,7     |
| 4     | Richard Cross | TTO  | 10,8     |

### 200 m
| Platz | Athlet          | Land | Zeit (s) |
| ----- | --------------- | ---- | -------- |
| 1     | Calvin Dill     | BER  | 21,6     |
| 2     | Noel Gray       | JAM  | 21,6     |
| 3     | Charles Headlam | JAM  | 21,8     |
| 4     | Michael Andrews | TTO  | 22,3     |

### 400 m
| Platz | Athlet         | Land | Zeit (s) |
| ----- | -------------- | ---- | -------- |
| 1     | Noel Gray      | JAM  | 46,9 CR  |
| 2     | Jeffrey McLeod | JAM  | 46,9     |
| 3     | Horace Tuitt   | TTO  | 47,2     |
| 4     | P. Larbier     | BAR  | 50,3     |

### 800 m
| Platz | Athlet           | Land | Zeit (min) |
| ----- | ---------------- | ---- | ---------- |
| 1     | Horace Tuitt     | TTO  | 1:52,4 CR  |
| 2     | L. Gurzong       | JAM  | 1:56,5     |
| 3     | Anthony October  | GUY  | 1:57,4     |
| 4     | Carlsen Phillips | BER  | 1:58,4     |

### 1500 m
| Platz | Athlet          | Land | Zeit (min) |
| ----- | --------------- | ---- | ---------- |
| 1     | Bryan Henderson | BAR  | 4:11,6     |
| 2     | L. Gurzong      | JAM  | 4:11,6     |
| 3     | P. Barker       | GUY  | 4:12,2     |
| 4     | Andre Heyliger  | BER  | 4:15,9     |

### 3000 m
| Platz | Athlet          | Land | Zeit (min) |
| ----- | --------------- | ---- | ---------- |
| 1     | P. Bryan        | JAM  | 9:25,3     |
| 2     | Floyd Patrick   | BAR  | 9:25,6     |
| 3     | Bryan Henderson | BAR  | 9:26,0     |
| 4     | K. Roberts      | GRD  | 9:54,1     |
| 5     | G. Gonsalves    | TTO  | 9:59,2     |

### 110 m Hürden
| Platz | Athlet           | Land | Zeit (s) |
| ----- | ---------------- | ---- | -------- |
| 1     | Clive Barriffe   | JAM  | 14,8     |
| 2     | Everist Alexis   | TTO  | 15,3     |
| 3     | B. Barclay       | JAM  | 15,4     |
| 4     | Antoine Sterling | BER  | 16,8     |
| 5     | Michael Cooper   | BAH  | 17,0     |

### 300 m Hürden
| Platz | Athlet         | Land | Zeit (s) |
| ----- | -------------- | ---- | -------- |
| 1     | Clive Barriffe | JAM  | 41,0     |
| 2     | Mark Stoute    | BAR  | 42,1     |
| 3     | Mora Scott     | TTO  | 42,4     |
| 4     | Everist Alexis | TTO  | 43,8     |

### 4 × 100 m Staffel
| Platz | Land     | Athleten | Zeit (s) |
| ----- | -------- | -------- | -------- |
| 1     | Jamaika  |          | 42,2     |
| 2     | Barbados |          | 42,r     |
| 3     | Grenada  |          | 42,5     |
| 4     | Bahamas  |          | 44,4     |

### 4 × 400 m Staffel
| Platz | Land                | Athleten                                                      | Zeit (min) |
| ----- | ------------------- | ------------------------------------------------------------- | ---------- |
| 1     | Jamaika             | Jeffrey McLeod M. Hanna Charles Headlam Noel Gray             | 3:14,0 CR  |
| 2     | Trinidad und Tobago | Searl Pascall Winston Mora-Scott Michael Andrews Horace Tuitt | 3:18,6     |
| 3     | Grenada             |                                                               | 3:20,4     |
| 4     | Barbados            |                                                               | 3:28,3     |

### Hochsprung
| Platz | Athlet         | Land | Höhe (m) |
| ----- | -------------- | ---- | -------- |
| 1     | Clive Barriffe | JAM  | 1,95 CR  |
| 2     | Wade Mitchell  | TTO  | 1,88     |
| 3     | Clark Godwin   | BER  | 1,85     |
| 4     | P. Commissiong | GRD  | 1,83     |

### Weitsprung
| Platz | Athlet         | Land | Weite (m) |
| ----- | -------------- | ---- | --------- |
| 1     | Anthony Joseph | TTO  | 7,36 CR   |
| 2     | Glen Lake      | BER  | 6,43      |
| 3     | L. Watson      | JAM  | 6,35      |
| 4     | Peter Pratt    | BAH  | 6,78      |

### Dreisprung
| Platz | Athlet           | Land | Weite (m) |
| ----- | ---------------- | ---- | --------- |
| 1     | Michael Sharpe   | BER  | 14,70     |
| 2     | Wilfred Gonsales | BER  | 14,08     |
| 3     | Peter Pratt      | BAH  | 13,94     |
| 4     | David Green      | JAM  | 13,79     |

### Kugelstoßen (6 kg)
| Platz | Athlet         | Land | Weite (m) |
| ----- | -------------- | ---- | --------- |
| 1     | Leon Brown     | JAM  | 15,70     |
| 2     | Timothy Payne  | BAR  | 13,88     |
| 3     | Dilton Woodley | BER  | 12,77     |
| 4     | B. Murphie     | BER  | 12,54     |

### Diskuswurf (1,75 kg)
| Platz | Athlet           | Land | Weite (m) |
| ----- | ---------------- | ---- | --------- |
| 1     | Leon Brown       | JAM  | 47,32 CR  |
| 2     | K. Simpson       | JAM  | 45,64     |
| 3     | B. Murphie       | BER  | 41,88     |
| 4     | P. Lewis         | TTO  | 36,74     |
| 5     | Cameron Eastmond | BAR  | 35,14     |
| 6     | Dilton Woodley   | BER  | 34,46     |

### Speerwurf
| Platz | Athlet            | Land | Weite (m) |
| ----- | ----------------- | ---- | --------- |
| 1     | George Best       | BAR  | 51,43     |
| 2     | Michael Andrews   | TTO  | 50,50     |
| 3     | John Cato         | VCT  | 48,25     |
| 4     | Donald Mandeville | BAR  | 47,60     |

## Frauen U20

### 100 m
| Platz | Athletin        | Land | Zeit (s) |
| ----- | --------------- | ---- | -------- |
| 1     | Regina Montague | JAM  | 12,0     |
| 2     | Marcia Trotman  | BAR  | 12,2     |
| 3     | Janet Stoute    | BAR  | 12,3     |
| 4     | Roxanne Sills   | GUY  | 12,8     |

### 200 m
| Platz | Athletin          | Land | Zeit (s) |
| ----- | ----------------- | ---- | -------- |
| 1     | Marcia Trotman    | BAR  | 24,4     |
| 2     | Regina Montague   | JAM  | 24,8     |
| 3     | Maureen Gottshalk | JAM  | 24,9     |
| 4     | Rita Hendricks    | ISV  | 26,2     |

### 400 m
| Platz | Athletin        | Land | Zeit (s) |
| ----- | --------------- | ---- | -------- |
| 1     | Ruth Alexander  | TTO  | 57,5     |
| 2     | Elaine Ramsay   | JAM  | 58,8     |
| 3     | Carletta McNabb | JAM  | 61,1     |
| 4     | Shonel Ferguson | BHS  | 64,8     |
| 5     | A. Manwarren    | LAN  | ?        |

### 800 m
| Platz | Athletin        | Land | Zeit (min) |
| ----- | --------------- | ---- | ---------- |
| 1     | Heather Gooding | BAR  | 2:15,3 CR  |
| 2     | Marva Edwards   | TTO  | 2:15,4     |
| 3     | Carmen Watson   | JAM  | 2:17,6     |
| 4     | A. Manwarren    | LAN  | 2:25,9     |
| 5     | Carlota McNabb  | JAM  | 2:35,0     |

### 100 m Hürden
| Platz | Athletin        | Land | Zeit (s) |
| ----- | --------------- | ---- | -------- |
| 1     | Andrea Bruce    | JAM  | 14,6     |
| 2     | Andora Sterling | BER  | 16,0     |
| 3     | Yvette Coombs   | TTO  | 16,5     |
| 4     | Allison Leacock | BAR  | 16,6     |

### 4 × 100 m Staffel
| Platz | Land                | Athletinnen                                                  | Zeit (s) |
| ----- | ------------------- | ------------------------------------------------------------ | -------- |
| 1     | Jamaika             | M. Robinson Regina Montague Andrea Bruce Marcia Svaby        | 47,2     |
| 2     | Trinidad und Tobago | Laura Pierre Angela McLean Sandra Fournillier Janice Bernard | 47,5     |
| 3     | Barbados            |                                                              | 48,3     |

### 4 × 400 m Staffel
| Platz | Land                | Athletinnen                                                   | Zeit (min) |
| ----- | ------------------- | ------------------------------------------------------------- | ---------- |
| 1     | Trinidad und Tobago | Jennifer Augustine Marva Edwards Laura Pierre Ruth Alexander  | 3:53,2     |
| 2     | Barbados            | P. Larrier C. Jones V. Yearwood W. Rochester                  | 3:58,3     |
| 3     | Jamaika             | Elaine Ramsay Carmen Watson Maureen Gottshalk Carletta McNabb | 3:58,5     |

### Hochsprung
| Platz | Athletin         | Land | Höhe (m) |
| ----- | ---------------- | ---- | -------- |
| 1     | Andrea Bruce     | JAM  | 1,67     |
| 2     | Lorraine Reid    | JAM  | 1,67     |
| 3     | Marlene Bascombe | BAR  | 1,57     |
| 4     | Linda Woodside   | BHS  | 1,55     |

### Weitsprung
| Platz | Athletin         | Land | Weite (m) |
| ----- | ---------------- | ---- | --------- |
| 1     | Andrea Bruce     | JAM  | 5,71      |
| 2     | Branwen Smith    | BER  | 5,52      |
| 3     | June Griffith    | GUY  | 5,35      |
| 4     | Jonlyn Harewoode | BAR  | 5,35      |

### Kugelstoßen
| Platz | Athletin        | Land | Weite (m) |
| ----- | --------------- | ---- | --------- |
| 1     | Branwen Smith   | BER  | 11,62 CR  |
| 2     | Winsome Langley | JAM  | 10,79     |
| 3     | Bessie Horton   | BER  | 10,14     |
| 4     | C. Wilson       | BHS  | 9,24      |

### Diskuswurf
| Platz | Athletin        | Land | Weite (m) |
| ----- | --------------- | ---- | --------- |
| 1     | Winsome Langley | JAM  | 30,00     |
| 2     | Kayrene Rawlins | BAR  | 29,06     |
| 3     | Anne Reid       | BAR  | 28,90     |
| 4     | J. Senior       | JAM  | 28,46     |
| 5     | Rhonda Rawlins  | BER  | 28,44     |

### Speerwurf
| Platz | Athletin        | Land | Weite (m) |
| ----- | --------------- | ---- | --------- |
| 1     | Lyn George      | TTO  | 38,90     |
| 2     | Bessie Horton   | BER  | 35,38     |
| 3     | Mary Williams   | TTO  | 26,52     |
| 4     | J. Merchant     | GUY  | 25,33     |
| 5     | Winsome Langley | JAM  | 24,13     |

## Männer U17

### 100 m
| Platz | Athlet           | Land | Zeit (s) |
| ----- | ---------------- | ---- | -------- |
| 1     | Maurice Beecherl | JAM  | 11,0     |
| 2     | O. James         | JAM  | 11,1     |
| 3     | Searl Pascall    | TTO  | 11,2     |
| 4     | Gary Andrews     | TTO  | 11,3     |

### 200 m
| Platz | Athlet           | Land | Zeit (s) |
| ----- | ---------------- | ---- | -------- |
| 1     | Maurice Beecherl | JAM  | 22,9     |
| 2     | O. James         | JAM  | 23,1     |
| 3     | G. Andrews       | TTO  | 23,5     |
| 4     | T. Bowman        | GUY  | 24,0     |
| 5     | G. David         | TTO  | 24,2     |

### 400 m
| Platz | Athlet           | Land | Zeit (s) |
| ----- | ---------------- | ---- | -------- |
| 1     | Searl Pascall    | TTO  | 50,4     |
| 2     | Trevor Small     | BAR  | 51,8     |
| 3     | Michael Hyacinth | GRD  | 53,5     |
| 4     | O. James         | JAM  | 55,1     |

## Frauen U20

### 100 m
| Platz | Athletin            | Land | Zeit (s) |
| ----- | ------------------- | ---- | -------- |
| 1     | Debbie Jones        | BER  | 12,2     |
| 2     | Jacintha Ballantyne | VCT  | 12,6     |
| 3     | Imogene Morris      | BAR  | 12,7     |

### 200 m
| Platz | Athletin      | Land | Zeit (s) |
| ----- | ------------- | ---- | -------- |
| 1     | Dorothy Scott | JAM  | 25,4     |
| 2     | Debbie Jones  | BER  | 25,9     |
| 3     | M. Sylvester  | TTO  | 26,3     |

### 400 m
| Platz | Athletin        | Land | Zeit (s) |
| ----- | --------------- | ---- | -------- |
| 1     | Cheryl Blackman | BAR  | 58,4     |
| 2     | Jennifer Boca   | GRD  | 59,1     |
| 3     | Ann Adams       | TTO  | 59,2     |
| 4     | Carol Charles   | TTO  | 60,0     |

## Medaillenspiegel
| Platz | Land                           |    |    |   |    |
| ----- | ------------------------------ | -- | -- | - | -- |
| 1     | Jamaika                        | 18 | 12 | 8 | 38 |
| 2     | Trinidad und Tobago            | 6  | 6  | 8 | 20 |
| 3     | Barbados                       | 5  | 8  | 6 | 19 |
| 4     | Bermuda                        | 5  | 6  | 4 | 15 |
| 5     | Grenada                        | 0  | 1  | 3 | 4  |
| 6     | St. Vincent und die Grenadinen | 0  | 1  | 1 | 2  |
| 7     | Guyana                         | 0  | 0  | 3 | 3  |
| 8     | Bahamas                        | 0  | 0  | 1 | 1  |